# HAL輕型通用直升機
 HAL輕型通用直升機（英語：HAL Light Utility Helicopter)是一款由印度斯坦航空有限公司為取代日益老舊的SA 315B喇嘛直升機和雲雀III型而研發的輕型通用直升機。

## 發展

### 背景

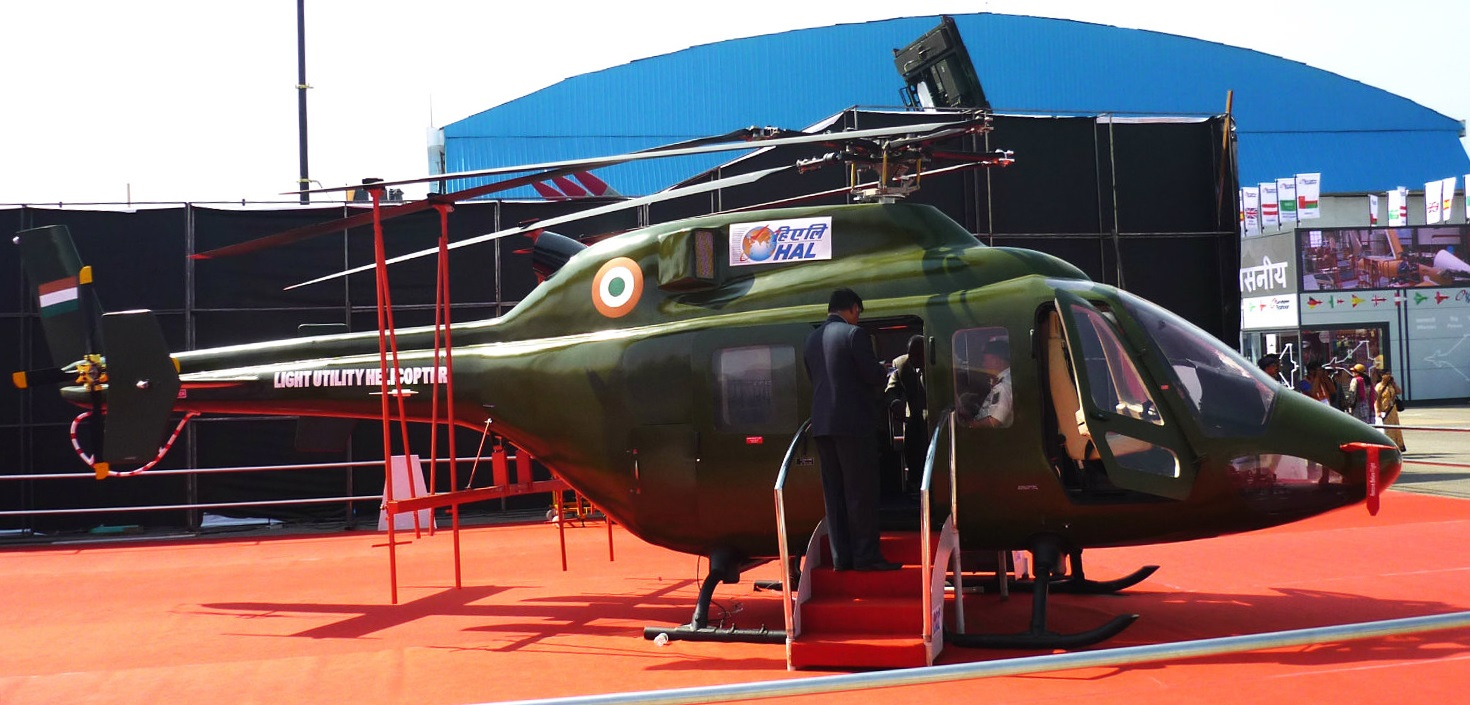
於2011年展示於印度航空展的LUH

在21世紀初，印度軍隊原本的SA 3125B喇嘛直升機和雲雀III型已經到了服役年限。在多次競標方案中，其中一項提案為印度陸軍將會採購共197架通用直升機，其中60架將直接購買，其餘137架將在在本土由印度斯坦航空有限公司授權生產。在這次招標中，雖然耳廓狐直升機與貝爾 407旗鼓相當，但最終因為此次採購存在弊案而取消重新進行； 歐洲直升機公司隨後受到調查並免除任何不當行為。因此，在新一輪的採購中，印度軍方實施了新的保障措施以確保公正性。 
2008年7月，印度政府向包括奧古斯塔偉士蘭、貝爾直升機、空中客车直升机公司、卡莫夫設計局和西科斯基飞机公司 在內的多家直升機公司發出了需求方案說明書(RFP)，希望採購197架直升機，並直接由製造商生產，以加快交貨速度。 其潛在合同價值最高為7.5億美元，其中30%需要根據政府的工業補償政策在印度境內投資；而HAL則是後續的保養與維護廠商，據報導他們希望藉此機會累積更多香架非行經驗。 最初希望能於20029年開始試驗，並於2010年交付。
2008年底，貝爾宣布退出競選。儘管早些時候曾提出提貝爾407的變型；據貝爾官方稱，過低的預算使得公司無法談攏，因此選擇退出印度軍事市場。俄羅斯直升機公司提交了Kamov Ka-226T。在選擇Ka-226T 後不久，2015年12月，俄羅斯國家技術集團、俄羅斯直升機公司和HAL簽署了一項協議，並成立一家位於杜姆古爾的合資企業。與此同時，長期希望能自研的HAL尋求與在該領域擁有豐富技術知識的西方製造商建立合作夥伴關係；據報導，歐洲直升機公司是最被看好的廠商，因為其已經與HAL合作了幾十年，例如正逐漸退役的雲雀和喇嘛。

### 開始研發

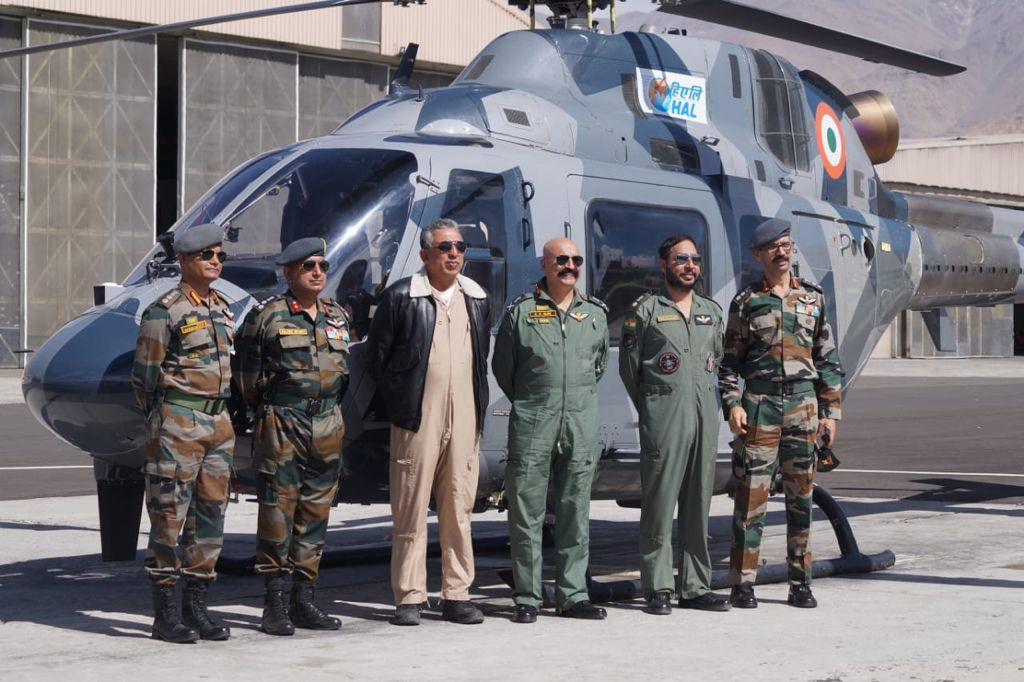
與HAL合照的試飛員聯隊指揮官Unni K. Pillai 和陸軍航空兵總幹事AK Suri中將

2009年2月，印度國防部批准了HAL的提議，即進入可能滿足競爭要求的本土設計的設計階段，並尋求合作的可能。2010年3月，HAL宣布決定單獨研發LUH，沒有任何國際合作夥伴參與其開發。
2011年2月，HAL公佈了LUH設計的全尺寸模型。至此，LUH的設計大致定版，除了動力裝置等，剩餘的皆設計完畢。並且，第一架原型機預定於2012年底建造，於2013年首飛。2012年11月上旬，LUH地面試驗車的底部結構總裝完成。HAL聲稱製造模具採用模塊化和無量規設計，由五個裝配夾具和一個耦合夾具組成，並使用計算機輔助測量系統 (CAMS) 進行開發和驗證，以建立高精度和穩定性，從而順利生產 和完美的“首創”結構構建。 

### 測試階段

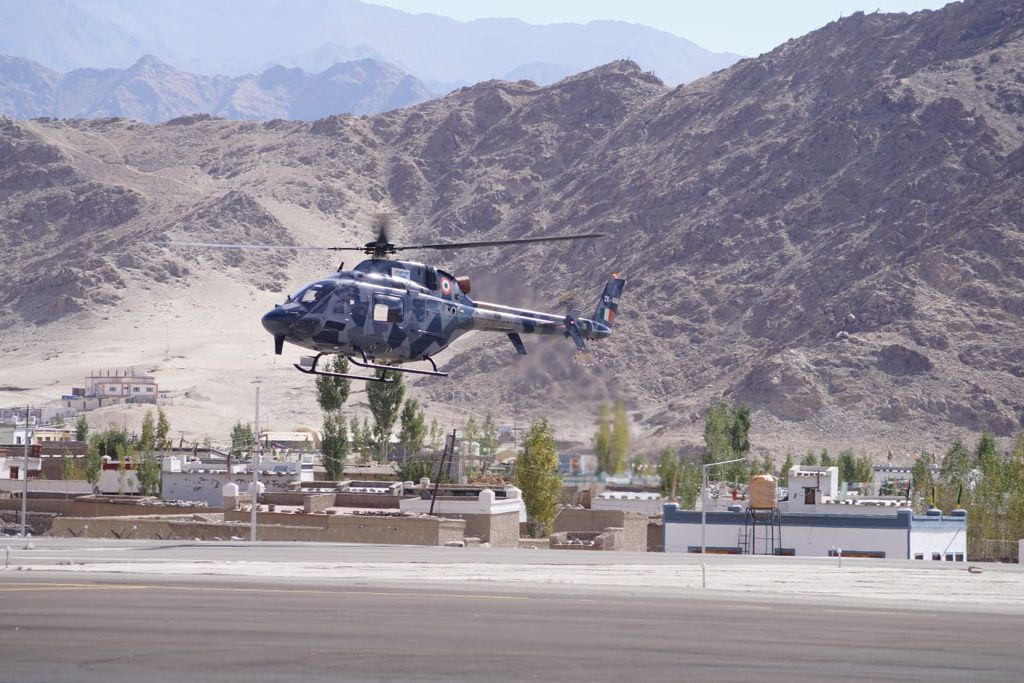
2017年10月7日正在進行最終測試的LUH

2016年9月6日，第一架原型機LUH PT-1(ZG4620)在一再延誤的試飛後，在班加羅爾的製造工廠外進行了首飛。據報導，首飛沒有任何問題，意味著開發飛行測試階段的開始。
2017年2月14日，第一架原型機在2017年的印度航空展的公眾面前進行了特技飛行表演。根據第一架原型機的反饋，更精密的第二架原型機於2017年5月22日進行了首飛。
LUH於2018年12月在班加羅爾進行了6km高度包線擴展測試。2018年12月14日，第三架原型PT-3機首飛。2018年，LUH在那格浦爾完成高溫天氣試驗。2018年在欽奈完成海平面高度的測試，並於2019年在朋迪治里完成。
2019年1月，LUH 成功完成了寒冷天氣試驗。The LUH undertook successful high altitude hot weather trials between 24 August and 2 September 2019.2019年8月24日至9月2日期間成功進行了高海拔炎熱天氣試驗。到2020年2月7日，三架原型機累計執行了550多次飛行。2020年2月7日，LUH收到了印度國防部國防研究與發展部的初始運行許可 (IOC)。
印度陸軍要求在LUH投入大規模生產之前進行最終示範試驗。HAL於2020年9月9日宣布完成最終測試，包括在锡亚琴冰川測試最高海拔的信息擴展、性能、飛行品質、有效載荷和著陸能力。最終運行許可(FOC)計劃在2021年取得，測試重點是其自動飛行控制系統 (AFCS)。
在2021年10月7日的正式訪問期間，陸軍航空兵總司令AK Suri中將駕駛LUH完成最後一次試飛，成功完成了陸軍驗收試驗。2022年8月起，HAL將開始限量系列生產（LSP）平台的試飛。 

### 生產

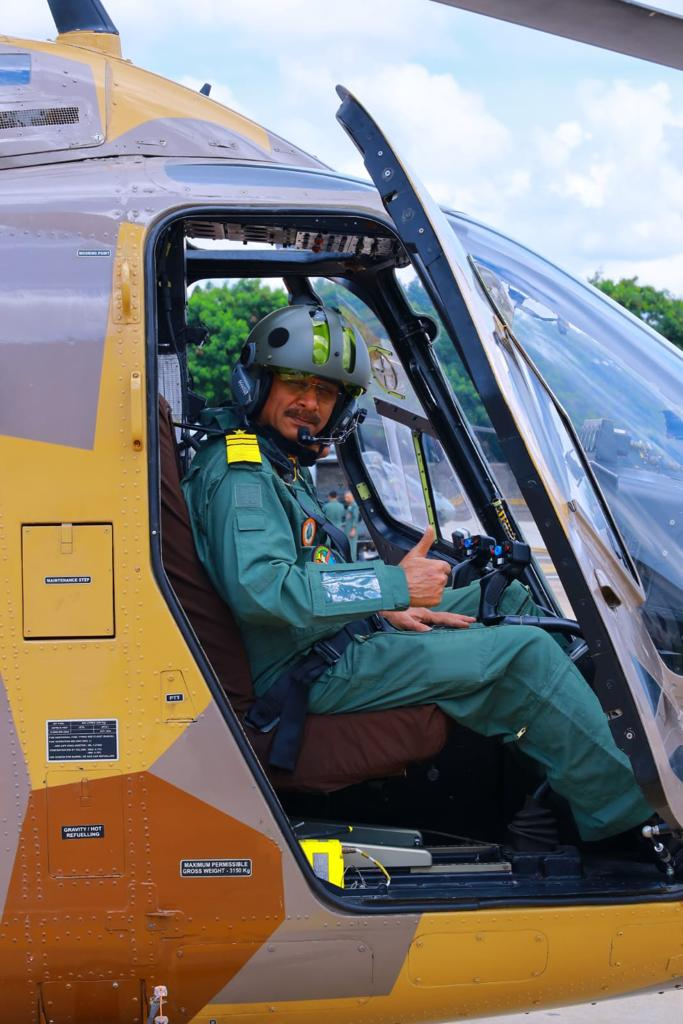
時任印度海岸警衛隊總監Virender Singh Pathania在班加羅爾完成首航

雖然限量系列生產(LSP)將在班加羅爾完成，但HAL打算在其位於杜姆古爾的新直升機生產基地進行LUH的批量生產，該基地將有能力生產3噸至12噸級的直升機。到2019年至2020年，杜姆古爾生產線將每年生產約30架LUH； 第二階段實施後，還需要三四年時間。從2023年起，產量將增加到每年60架。
杜姆古爾的生產線將於2022年3月全面投入運營。根據聯邦院的政府報告，陸軍和 I空軍將在2022-23年起各獲得兩架限定生產的LUH。之後，HAL將開始開始量產。變速箱由位於海德拉巴的Microtec公司開發，而齒圈則委託Shanti Gears製造，變速箱由HAL製造。航空電子硬件由位於清奈的Data patterns製造，軟件則由HAL設定。因許多印度本土公司參與，HAL計劃本土製造將達60%。
國防部最初訂購了12架輕型通用直升機，其中6架供印度陸軍使用，另外6架供印度空軍使用。第一架LUH將於2022年8月交付。國防採辦委員會(Defence Acquisition Council)於2021年11月2日批准購買12架LUH 的限量系列生產。2022年10月20日HAL將夜視功能的設計開發合同授予MKU。該開發將由MKU的Netro Optronics部門負責。
印度海岸警衛隊總監Virender Singh Pathania率領一個官員代表團前往HAL的直升機部門，期間他在LUH進行了45分鐘的飛行測試。印度海岸警衛隊正在評估用LUH替換艦隊中的雲雀lll型直升機。 

### 設計
LUH是一款3噸級高度敏捷的新一代輕型直升機。它擁有235km/hr的巡航速度，260km/hr的最高速度，高達6.5km的最高升限和350km的航程，最大起飛重量為3.12t，空重為1.91t。LUH能執行能夠執行各種任務，包括緊急醫療服務、部隊運輸、公務、搜索與救援、VVIP運送、空中偵察和監視任務。
LUH裝配一台額定功率為750千瓦的Shakti-1U渦輪軸發動機，該發動機衍伸自Safran Ardiden，由HAL和Turbomeca共同開發。它支持雙通道全權限數字發動機控制 (FADEC) 系統以及備用燃油控制系統。直升機將配備一個玻璃駕駛艙，配備駕駛艙顯示系統以及滑橇式起落架。LUH 是 3 噸級直升機中唯一具有可折疊旋翼的直升機。

## 外部連結
- HAL LUH official site （页面存档备份，存于）